# Deskáti
Deskáti (grec moderne: Δεσκάτη) est un dème dans le district régional de Grevena en Macédoine-Occidentale, en Grèce.

## Géographie
Deskáti est situé dans les monts Kamvoúnia, une région de moyenne montagne couverte de forêts de pins et de chênes.
L'Aliakmon coule au nord du territoire municipal.
Deskáti est desservi par la route nationale 26 Elassónas Deskatis.

## Histoire
La municipalité a été formée lors de la réforme territoriale de 2011 par la réunion des deux municipalités (dèmes) de Deskáti, à l'est, et de Chássia, à l'ouest, qui sont devenues des districts municipaux.
Les deux districts municipaux regroupent les communautés suivantes :
- Chássia : Karpero, Katakali, Trikokkia ;
- Deskáti : Deskati, Dasochori, Paliouria, Panagia, Paraskevi.

## Économie
L'activité principale est l'agriculture (tabac) et l'élevage, notamment de moutons et de chèvres.

## Événement
L’Andromana, qui a lieu à la fin du printemps : des hommes forment une pyramide humaine en se dressant sur les épaules les uns des autres.